# Третьяк, Сергей Владимирович
Серге́й Влади́мирович Третья́к (укр. Сергій Володимирович Трет`як; 7 сентября 1963, Херсон) — советский и украинский футболист, защитник. Мастер спорта СССР (с 1984 года).

## Карьера в клубах
В еврокубках провел 23 игры, забил 1 гол.

## Карьера в сборной
За сборную Украины сыграл 2 игры.
Дебютировал 29 апреля 1992 года в товарищеском матче со сборной Венгрии (1:3). Это был первый матч в истории сборной Украины.
Свой второй (и последний) матч за сборную провёл 27 июня 1992 года против сборной США (0:0). На поле вывел команду с капитанской повязкой.
| Матчи в составе сборной Украины по футболу | Матчи в составе сборной Украины по футболу | Матчи в составе сборной Украины по футболу | Матчи в составе сборной Украины по футболу | Матчи в составе сборной Украины по футболу | Матчи в составе сборной Украины по футболу | Матчи в составе сборной Украины по футболу | Матчи в составе сборной Украины по футболу | Матчи в составе сборной Украины по футболу | Матчи в составе сборной Украины по футболу | Матчи в составе сборной Украины по футболу | Матчи в составе сборной Украины по футболу | Матчи в составе сборной Украины по футболу |
| N                                          | №                                          | Дата                                       | Место                                      | Турнир                                     | Соперник                                   | Счёт                                       | Голы                                       | Минуты                                     | Замены                                     | Наказания                                  | Клуб                                       | Примечание                                 |
| ------------------------------------------ | ------------------------------------------ | ------------------------------------------ | ------------------------------------------ | ------------------------------------------ | ------------------------------------------ | ------------------------------------------ | ------------------------------------------ | ------------------------------------------ | ------------------------------------------ | ------------------------------------------ | ------------------------------------------ | ------------------------------------------ |
| 1                                          | 1                                          | 29.04.1992                                 | Украина, Ужгород, «Авангард»               | Товарищеский матч                          | Венгрия                                    | 1 : 3                                      |                                            | 90                                         |                                            |                                            | «Черноморец» (Одесса)                      |                                            |
| 2                                          | 2                                          | 27.06.1992                                 | США, Пискатауэй, «Ратгерс Стэдиум»         | Товарищеский матч                          | США                                        | 0 : 0                                      |                                            | 90                                         |                                            |                                            | «Черноморец» (Одесса)                      | Капитан                                    |
| Итого:                                     | Итого:                                     | Итого:                                     | 2 игры; +0 =1 −1; голы 1:3 (−2)            | 2 игры; +0 =1 −1; голы 1:3 (−2)            | 2 игры; +0 =1 −1; голы 1:3 (−2)            | 2 игры; +0 =1 −1; голы 1:3 (−2)            |                                            | 180 мин.                                   | 180 мин.                                   |                                            |                                            |                                            |

## Дальнейшая карьера
На конец 2008 года входил в структуру израильского "Бейтара".

## Достижения

### Командные
- Чемпион Первой лиги СССР (1): 1987
- Обладатель Кубка Федерации футбола СССР: 1990
- Чемпион Израиля (2): 1992/93, 1996/97
- Обладатель Кубка израильской лиги (Кубка Тото) 1997/1998

### Личные
- В списке 33 лучших футболистов сезона в СССР (1): № 2 на позиции "центральный защитник" (хотя в том сезоне играл исключительно на левом фланге обороны) — 1991.
- В списках лучших футболистов УССР[укр.] (2): 1988 — № 3, 1991 — № 2
- В списках лучших футболистов Украины[укр.]: 1992 — № 1